# 大錦旛

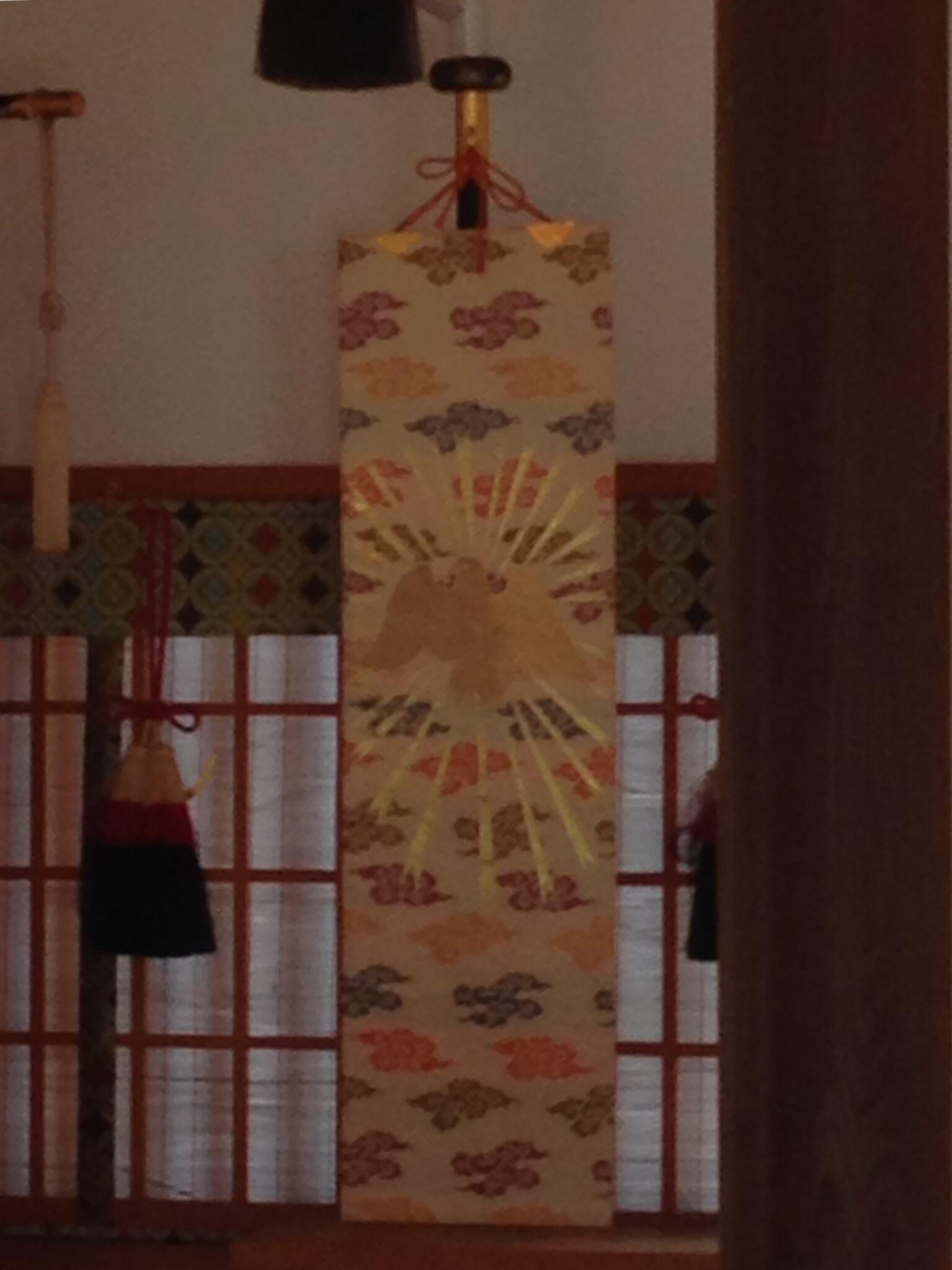
靈鵄形大錦旛（神社展示的複製品）

大錦旛（日语：／ daikinban）是日本天皇即位禮當日，在紫宸殿前的庭園竪立的錦旛之一。大錦旛有兩種類型：頭八咫烏形大錦旛和靈鵄形大錦旛。前者是在五彩瑞雲錦繡製八咫烏，懸於戟竿並竪立在日像纛旛之南端；後者是在五彩瑞雲錦繡製金鵄，懸於戟竿並竪立在月像纛旛之南端。